# Pseudaspilates
Pseudaspilates là một chi bướm đêm thuộc họ Geometridae.